# John West (2e comte De La Warr)
Pour les articles homonymes, voir John West et West.
John West, 2e comte De La Warr (9 mai 1729 - 22 novembre 1777) est un pair britannique, homme politique et officier de l'armée.

## Biographie
Il est le fils de John West (1er comte De La Warr) et de sa première épouse, Lady Charlotte McCarthy. En 1746, il entre dans l'armée en tant qu'enseigne du 3e gardes d'infanterie, passant au rang de colonel en 1758, de major général en 1761 et de lieutenant général en 1770.
Le 8 août 1756, il épouse Mary Wynyard (décédée en 1784). Ils ont une fille, Georgiana, et trois fils, William (1757-1783), John (1758-1795) et Frederick (1767-1852). En 1761, le père de West est créé comte De La Warr et vicomte Cantelupe, ce qui permet à West d'utiliser ce Titre de courtoisie.
De 1761 à 1766, il est vice-Chambellan auprès de la reine Charlotte. Héritant des titres de son père en 1766, il est alors maître du cheval de la reine de 1766 à 1768 et son Lord chambellan de 1768 à 1777.
Lord De La Warr décède à Audley Square, Londres, le 22 novembre 1777 et est enterré à St. Margaret's, Westminster le 30 novembre de la même année. Ses titres sont transmis à son fils aîné, William.

## Sources
- (en) Cet article est partiellement ou en totalité issu de l’article de Wikipédia en anglais intitulé « John West, 2nd Earl De La Warr » (voir la liste des auteurs).
- ME Clayton, West, John, premier comte de La Warr (1693-1766), Oxford Dictionary of National Biography, Oxford University Press, 2004; en ligne edn, mai 2005, consulté le 7 juin 2008